# Meiringen
Meiringen es una comuna suiza del cantón de Berna, situada en el distrito administrativo de Interlaken-Oberhasli. Limita al norte con las comunas de Lungern (OW) y Hasliberg, al este con Innertkirchen y Schattenhalb, al sur con Grindelwald, y al oeste con Brienz y Brienzwiler.

## Museos

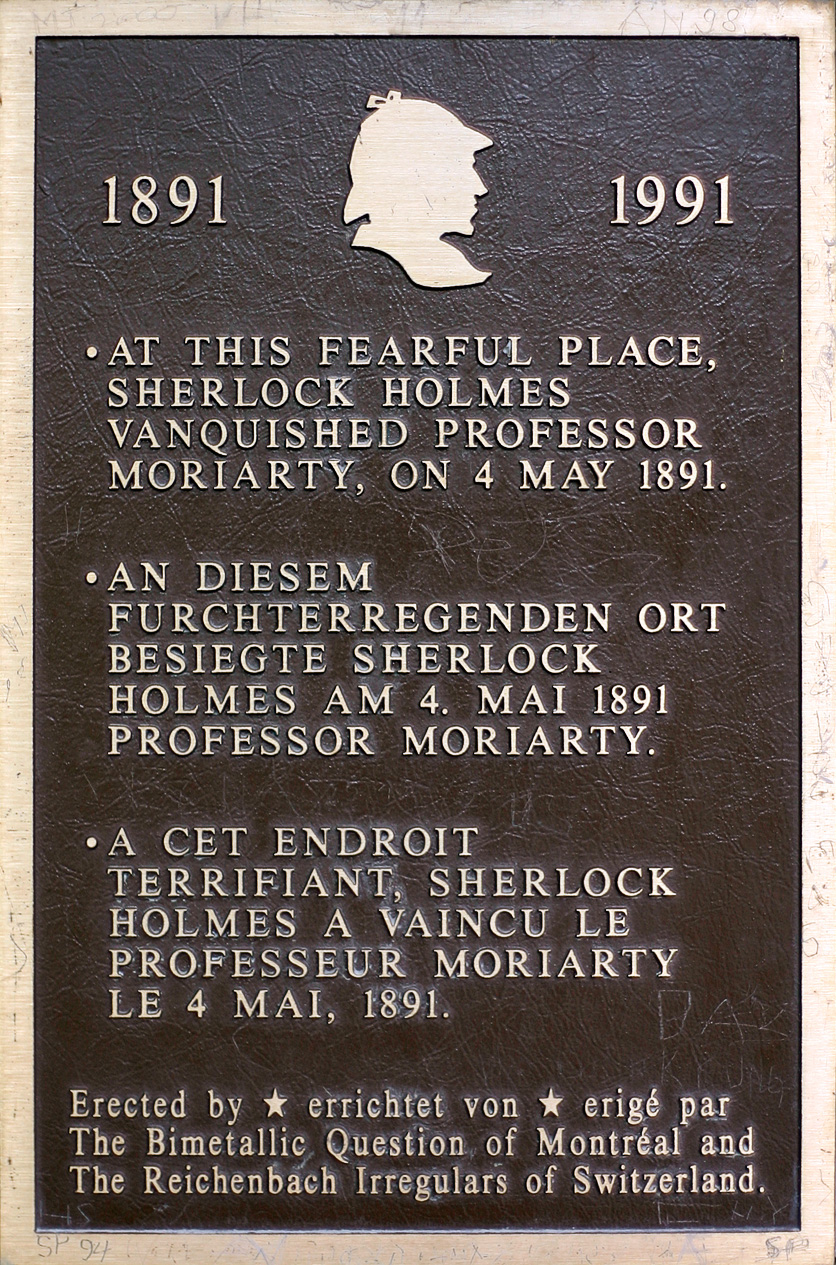
Sherlock Holmes.

- El museo Sherlock Holmes.

## Turismo
- Cataratas de Reichenbach, donde Sir Arthur Conan Doyle escribe una aventura de Sherlock Holmes, en la cual este último fue empujado a la cascada por el profesor Moriarty en mayo de 1891, un monumento recuerda este hecho ficticio.
- Garganta del Aar, paseo por unas pasarelas de madera.

## Especialidad
- Los merengues. 
  - El confitero italiano Gasparini creó más o menos en 1600 (¿o 1720?) un postre hecho de azúcar y clara de huevo, el cual llamó deformando el nombre del lugar «Meiringen», de ahí el nombre de merengue.

## Transportes
- Línea ferroviaria Interlaken-Paso de Brunig-Lucerna
- Funicular para la estación de esquí de Hasliberg
- Salida de la línea Meiringen-Innertkirchen
- Carreteras
  - Autopista Berna-Thun-Meiringen
  - Paso de Brunig en dirección de Sarnen - Stans
  - Paso de Grimsel en dirección de Gletsch
  - Paso de Susten en dirección de Göschenen